# Foyle Cup
La Foyle Cup è un prestigioso torneo di calcio giovanile che si tiene ogni anno a Derry, in Irlanda. Insieme alla Milk Cup, che si svolge contemporaneamente, la Foyle Cup è uno dei tornei più importanti d'Europa.

## Storia
Il torneo ha avuto inizio nel 1992 e contava solamente otto squadre. È visto come uno dei più importanti tornei dove i giovani calciatori possono mettere in mostra le proprie abilità. Le accademie di molti club europei tra i quali Werder Brema, IFK Göteborg e Ferencvaros hanno partecipato al torneo, insieme a molte squadre statunitensi e canadesi.

## Luogo
Tutte le partite della Foyle Cup si svolgono nella zona intorno a Derry, compresi Letterkenny e Strabane. Le gare finali disputano nello stadio Brandywell, anche se di tanto in tanto può variare.

## Squadre partecipanti famose
- K.S.C. Lokeren Oost-Vlaanderen
- AC Horsens
- AFC Bournemouth
- Fulham
- Norwich City F.C.
- Port Vale F.C.
- Sheffield United F.C.
- Sheffield Wednesday F.C.
- Montpellier Hérault SC
- Arminia Bielefeld
- Werder Bremen
- Ferencváros
- Cherry Orchard F.C.
- Derry City F.C.
- Finn Harps F.C.
- Letterkenny Rovers F.C.
- Brescia Calcio
- Coleraine F.C.
- Glentoran
- Institute F.C.
- Linfield F.C.
- Aberdeen
- Celtic
- Hearts F.C.
- IFK Goteborg